# Werner Günthör
Werner Günthör (Uttwil, 11 luglio 1961) è un ex pesista svizzero, vincitore di 3 titoli mondiali (1987, 1991, 1993), un titolo mondiale indoor nel 1991, un titolo europeo nel 1986 e un titolo europeo indoor nel 1986.
Ha un primato personale di 22,75 m, risultato che lo colloca all'ottavo posto nelle graduatorie mondiali di tutti i tempi. Durante parte della sua lunga carriera gli sono state somministrate, dal suo medico Bernhard Segesser, forti dosi di stanozololo, uno steroide anabolizzante sintetico derivato dal testosterone.

## Biografia
Il suo allenatore fu Jean-Pierre Egger, egli stesso un rinomato specialista in questa disciplina. Sotto la sua guida tecnica è diventato uno dei pesisti più importanti al mondo. Günthör, vincitore di una medaglia di bronzo olimpica, campione europeo e tre volte campione del mondo, si affermò come uno degli atleti svizzeri più titolati di sempre.

### Gli inizi (1970-1981)
Nato a Uttwil, si avvicinò allo sport grazie alla spinta dei sue due fratelli maggiori. In gioventù, oltre all'atletica leggera, si appassionò molto anche di hockey. Grazie alla sua grande versatilità praticò anche il lancio del disco (superando i 50 metri), il salto in alto (superando i 2 metri) e il lancio del giavellotto (dove, con il suo 71,72 metri, detenne il record nazionale svizzero della categoria juniores).

### L'affermazione internazionale (1982-1985)
Divenne presto suo allenatore l'ex olimpionico Jean-Pierre Egger. Nel 1982 si affermò a livello nazionale vincendo entrambi i titoli elvetici, sia all'aperto che al coperto. L'anno successivo partecipò alla prima edizione dei campionati del mondo ai Helsinki, dove però concluse fuori dalla finale con un lancio a 19,18 metri.
Nel 1984, dopo aver conquistato l'argento ai campionati europei indoor, partecipò alle Olimpiadi di Los Angeles con grandi aspettative. Durante la competizione non riuscì ad andare oltre al quinto posto, lanciando a 20,28 metri. Il titolo olimpico andrà all'italiano Alessandro Andrei. Agli europei indoor di Atene del 1985 concluse terzo con un lancio a 21,23 metri.

### I successi (1986-1988)
Nel 1986 riesce a conquistare ben due titoli europei: il primo indoor ed il secondo outdoor. Dopo la vittoria a marzo del titolo europeo al coperto, ottenuta a Madrid, durante la stagione all'aperto, ai Campionati europei di Stoccarda, raggiunge la vittoria della gara con la misura di 22,22 metri battendo il tedesco orientale Ulf Timmermann.
Nel 1987, dopo ever conquistato due argenti; uno ai mondiali indoor ad Indianapolis, e l'altro agli europei indoor a Liévin, durante la stagione all'aperto partecipa ai Campionati del mondo di Roma come uno dei favoriti per la medaglia. Giunto in finale riesce a conquistare il suo primo titolo mondiale davanti al primatista del mondo Alessandro Andrei. Il lancio a 22,23 metri, che gli permise di vincere, è ancora oggi il record della manifestazione.
Nel 1988, dopo un anno culminato con i 22,75 metri ottenuti il 23 agosto a Berna, partecipò alle Olimpiadi di Seul con grandi aspettative. Giunto in pedana ha dato vita, insieme allo statunitense Randy Barnes e ai tedeschi Udo Beyer e Ulf Timmermann, ad una avvincente gara dove venne superato per varie volte anche il record olimpico. Alla fine riuscì a vincere il titolo Timmermann che, con un ultimo lancio a 22,47 m, andò a superare la prestazione di Barnes. Günthör si dovette accontentare della medaglia di bronzo con il suo peso che atterrò ad un solo centimetro dalla fettuccia dei 22 metri.

### L'infortunio (1989-1990)
Nel 1989, dopo aver comunque superato ancora i 22 metri durante la stagione, si infortunò gravemente alla schiena durante una discesa di bob. Questo infortunio gli costò l'intera stagione 1990 e fu molto vicino al ritiro.

### Il ritorno ed il secondo titolo mondiale (1991-1992)
Superato l'infortunio riprese l'attività agonistica tornando presto ai vertici mondiali. Nell'anno del rientro, il 1991, riuscì infatti a vincere prima il titolo mondiale indoor a Siviglia e poi il suo secondo titolo mondiale a Tokyo.
L'anno successivo si concentrò sulla preparazione alle Olimpiadi di Barcellona, l'unico successo che ancora mancava nella sua carriera. Ma l'enorme pressione della stampa in seguito a indiscrezioni riguardanti il sospetto uso di doping, unita alla bravura degli avversari, non gli permisero di coronare questo suo sogno, concludendo solo quarto a 20,91 metri, lontano esattamente un metro dal primato stagionale.

### Il terzo titolo mondiale ed il ritiro (1993)
Dopo la delusione delle Olimpiadi di Barcellona 1992 partecipò ai campionati del mondo di Stoccarda, stessa località dove vinse 7 anni prima il titolo europeo. Durante la gara si instaurò un duello emozionante con l'americano Randy Barnes, conclusosi con la vittoria di Günthör che si laureò quindi campione del mondo per la terza volta.
Conclusa la gara annunciò il suo ritiro dalle gare, all'età di 32 anni.

## Tecnica

### Tecnica di allenamento
Sotto l'attenta guida di Jean-Pierre Egger, Günthör utilizzò una particolare metodologia di allenamento strutturata a piramide. La piramide era suddivisa in tre parti: la base della piramide vedeva una preparazione estensiva seguita poi dalla seconda sezione che era definita intensiva ed infine la cima della piramide era la parte esplosiva. Le sezioni estensiva ed intensiva rientravano nel periodo di preparazione generale mentre la parte esplosiva rientrava nel periodo di preparazione specifica.
La preparazione estensiva prevedeva un potenziamento generale della muscolatura con esercizi non solo eseguiti in palestra su macchinari, ma soprattutto con esercizi a corpo libero o con l'aiuto di attrezzature come palle mediche e manubri. Il tutto era orientato verso l'aumento dell'equilibrio, della stabilità e della fluidità dei movimenti anche nella fase di lancio, grazie ad esercizi specifici. A questa preparazione seguiva quella intensiva che aveva come obbiettivo quello del potenziamento muscolare eseguito prevalentemente in palestra con esercizi pilometrici, isometrici ed eccentrici. Infine vi era la preparazione esplosiva incentrata soprattutto sul campo di allenamento ed in pedana con esercizi di vario genere legati alla tecnica di lancio e ad esercizi con pesi volti a sviluppare la forza esplosiva.
Nell'anno 1986, che lo vide trionfare agli europei di Stoccarda, la sua preparazione fu costituita da tre cicli di quattro settimane in cui il carico di allenamento era maggiore nelle prime tre settimane, per poi ridursi nel quarto per il recupero. Le competizioni disputate da Günthör quell'anno furono molto poche, proprio per via di questa specifica preparazione suddivisa in cicli e furono: tre nella stagione invernale e dodici durante la stagione all'aperto.

### Tecnica di lancio
Durante la carriera utilizzò sempre la tecnica della traslocazione lineare introdotta negli anni cinquanta dallo statunitense Parry O'Brien. La grande particolarità di Günthör fu la grande esplosività e velocità nel gesto tecnico. Il tempo di volo era infatti pressoché nullo grazie al rapido spostamento della gamba di caricamento, effettuato con tempistiche di gran lunga inferiori rispetto agli altri specialisti.

## Doping
Werner Günthör non fu mai trovato positivo ad un test antidoping, ma vari documenti resi pubblici verso la fine del 1989 hanno certificato che fece uso di sostanze vietate durante parte della sua carriera sportiva. Secondo molti questo era noto alla Federazione di atletica svizzera, che non solo decise di coprire la notizia ma addirittura, dal 1984, spinse i medici a somministrargli del doping per aiutarlo a vincere una medaglia alle Olimpiadi di Los Angeles. I medici comunque si rifiutarono di farlo visto che Günthör aveva già una predisposizione naturale per il getto del peso ed era riuscito a superare i 20 metri senza alcun aiuto. Le sole doti fisiche non bastarono per vincere una medaglia a Los Angeles, dove concluse solo quinto.
Successivamente diventò suo medico Bernhard Segesser, che iniziò a somministrargli dosi di steroidi anabolizzanti tra cui l'oral-turinabol. Grazie a questo le sue prestazioni iniziarono ad aumentare visibilmente permettendogli di superare in maniera costante i 22 metri. In preparazione delle Olimpiadi di Seul del 1988, gli vennero somministrate dosi giornaliere di steroidi che variavano da 12 a 15 milligrammi per un totale di circa 2.000 milligrammi l'anno. In seguito all'uscita di queste notizie l'atleta ammise l'utilizzo di queste sostanze.
Nel 1993 venne allestita una Commissione d'inchiesta sul doping (DUK), che giunse alla conclusione che tra 1984-1988 l'atleta svizzero fu sottoposto a tre/quattro somministrazioni a settimana di anabolizzanti a scopo "terapeutico" violando quindi le normative nazionali ed internazionali vigenti.

## Record nazionali

### Seniores
- Getto del peso: 22,75 m ( Berna, 23 agosto 1988)[20]
- Getto del peso indoor: 22,26 m ( Leubringen/Magglingen, 8 febbraio 1987) ex-[21]

### Under 23
- Getto del peso: 20,01 m ( Berna, 29 luglio 1983)[20]
- Getto del peso indoor: 18,01 m ( Leubringen/Magglingen, 20 febbraio 1983)[21]

### Juniores
- Getto del peso 7,260 kg: 16,42 m ( Weinfelden, 7 giugno 1980)[20]
- Tiro del giavellotto 800 gr: 71,72 m () ex-

## Progressione

### Getto del peso outdoor
| Stagione | Risultato | Luogo               | Data      | Rank. Mond. |
| -------- | --------- | ------------------- | --------- | ----------- |
| 1993     | 21,98 m   | Linz                | 25-8-1993 | 1º          |
| 1992     | 21,91 m   | Lucerna             | 1-7-1992  | 2º          |
| 1991     | 22,03 m   | Oslo                | 6-7-1991  | 1º          |
| 1989     | 22,18 m   | Berna               | 29-8-1989 | 3º          |
| 1988     | 22,75 m   | Berna               | 23-8-1988 | 2º          |
| 1987     | 22,47 m   | Helsinki            | 2-7-1987  | 3º          |
| 1986     | 22,22 m   | Stoccarda           | 28-8-1986 | 4º          |
| 1985     | 21,25 m   | Bourg-en-Bresse     | 25-5-1985 | -           |
| 1984     | 20,31 m   | Svizzera (bandiera) | -         | 30º         |
| 1983     | 20,01 m   | Berna               | 29-7-1983 | 57º         |
| 1982     | 18,01 m   | Svizzera (bandiera) | -         | -           |
| 1981     | 16,52 m   | Svizzera (bandiera) | -         | -           |
| 1980     | 16,42 m   | Weinfelden          | 7-6-1980  | -           |
| 1978     | 13,60 m   | Svizzera (bandiera) | -         | -           |
| 1977     | 12,12 m   | Svizzera (bandiera) | -         | -           |

### Getto del peso indoor
| Stagione | Risultato | Luogo                 | Data      | Rank. Mond. |
| -------- | --------- | --------------------- | --------- | ----------- |
| 1991     | 21,61 m   | Leubringen/Magglingen | 24-2-1991 | 1º          |
| 1987     | 22,26 m   | Leubringen/Magglingen | 8-2-1987  | 1º          |
| 1986     | 21,80 m   | Leubringen/Magglingen | 26-1-1986 | 1º          |
| 1985     | 21,55 m   | Leubringen/Magglingen | 17-2-1985 | 3º          |
| 1984     | 20,33 m   | Göteborg              | 4-3-1984  | 7º          |
| 1983     | 18,01 m   | Leubringen/Magglingen | 20-2-1983 | -           |
| 1982     | 17,51 m   | Leubringen/Magglingen | -         | -           |

## Palmarès
| Anno | Manifestazione  | Sede         | Evento         | Risultato | Misura  | Note                  |
| ---- | --------------- | ------------ | -------------- | --------- | ------- | --------------------- |
| 1983 | Mondiali        | Helsinki     | Getto del peso | 15º       | 19,18 m |                       |
| 1984 | Europei indoor  | Göteborg     | Getto del peso | Argento   | 20,33 m |                       |
| 1984 | Olimpiadi       | Los Angeles  | Getto del peso | 5º        | 20,28 m |                       |
| 1985 | Europei indoor  | Atene        | Getto del peso | Bronzo    | 21,23 m |                       |
| 1986 | Europei indoor  | Madrid       | Getto del peso | Oro       | 21,51 m |                       |
| 1986 | Europei         | Stoccarda    | Getto del peso | Oro       | 22,22 m | Record dei campionati |
| 1987 | Europei indoor  | Liévin       | Getto del peso | Argento   | 21,53 m |                       |
| 1987 | Mondiali indoor | Indianapolis | Getto del peso | Argento   | 21,61 m |                       |
| 1987 | Mondiali        | Roma         | Getto del peso | Oro       | 22,23 m | Record dei campionati |
| 1988 | Olimpiadi       | Seul         | Getto del peso | Bronzo    | 21,99 m |                       |
| 1991 | Mondiali indoor | Siviglia     | Getto del peso | Oro       | 21,17 m |                       |
| 1991 | Mondiali        | Tokyo        | Getto del peso | Oro       | 21,67 m |                       |
| 1992 | Olimpiadi       | Barcellona   | Getto del peso | 4º        | 20,91 m |                       |
| 1993 | Mondiali        | Stoccarda    | Getto del peso | Oro       | 21,97 m |                       |

## Campionati nazionali
- 12 volte campione nazionale nel getto del peso (1981/1989, 1991/1993)
- 7 volte nel getto del peso indoor (1982/1987, 1991)

1981
- Oro ai Campionati nazionali svizzeri, getto del peso - 16,52 m

1982
- Oro ai Campionati nazionali svizzeri indoor, getto del peso - 17,51 m
- Oro ai Campionati nazionali svizzeri, getto del peso - 16,57 m

1983
- Oro ai Campionati nazionali svizzeri indoor, getto del peso - 18,01 m
- Oro ai Campionati nazionali svizzeri, getto del peso - 18,71 m

1984
- Oro ai Campionati nazionali svizzeri indoor, getto del peso - 20,14 m
- Oro ai Campionati nazionali svizzeri, getto del peso - 20,31 m

1985
- Oro ai Campionati nazionali svizzeri indoor, getto del peso - 21,55 m
- Oro ai Campionati nazionali svizzeri, getto del peso - 21,02 m

1986
- Oro ai Campionati nazionali svizzeri indoor, getto del peso - 20,99 m
- Oro ai Campionati nazionali svizzeri, getto del peso - 21,12 m

1987
- Oro ai Campionati nazionali svizzeri indoor, getto del peso - 22,26 m
- Oro ai Campionati nazionali svizzeri, getto del peso - 21,62 m

1988
- Oro ai Campionati nazionali svizzeri, getto del peso - 21,71 m

1989
- Oro ai Campionati nazionali svizzeri, getto del peso - 21,95 m

1991
- Oro ai Campionati nazionali svizzeri indoor, getto del peso - 21,61 m
- Oro ai Campionati nazionali svizzeri, getto del peso - 21,54 m

1992
- Oro ai Campionati nazionali svizzeri, getto del peso - 21,20 m

1993
- Oro ai Campionati nazionali svizzeri, getto del peso - 21,28 m

## Altre competizioni internazionali
1983
- Oro in Coppa Europa (Finale B) ( Praga), getto del peso - 19,92 m

1985
- Oro in Coppa Europa (Finale B) ( Budapest), getto del peso - 20,23 m

1986
- Argento al DN Galan ( Stoccolma), getto del peso - 20,72 m
- Oro all'Athletissima ( Losanna), getto del peso - 21,36 m
- Argento al Golden Gala ( Roma), getto del peso - 21,61 m

1987
- Oro in Coppa Europa (Finale B) ( Göteborg), getto del peso - 21,70 m
- Oro al Weltklasse Zürich ( Zurigo), getto del peso - 22,25 m
- Oro all'Athletissima ( Losanna), getto del peso - 21,73 m

1988
- Argento al Weltklasse Zürich ( Zurigo), getto del peso - 21,82 m

1989
- Oro in Coppa Europa (Finale B) ( Bruxelles), getto del peso - 21,64 m
- Oro al Weltklasse Zürich ( Zurigo), getto del peso - 21,83 m

1991
- Oro in Coppa Europa (Finale B) ( Barcellona), getto del peso - 21,74 m
- Oro all'ExxonMobil Bislett Games ( Oslo), getto del peso - 22,03 m
- Oro all'Athletissima ( Losanna), getto del peso - 21,35 m
- Oro al Weltklasse Zürich ( Zurigo), getto del peso - 20,99 m

1992
- Oro all'Athletissima ( Losanna), getto del peso - 21,61 m
- Oro al Zipfer Gugl Grand Prix ( Linz), getto del peso - 21,36 m
- Oro al Meeting ISTAF ( Berlino), getto del peso - 21,07 m
- Oro al Memorial Van Damme ( Bruxelles), getto del peso - 20,86 m

1993
- Oro in Coppa Europa (First League) ( Bruxelles), getto del peso - 21,63 m
- Oro all'ExxonMobil Bislett Games ( Oslo), getto del peso - 21,42 m
- Oro al Zipfer Gugl Grand Prix ( Linz), getto del peso - 21,98 m

## Attività extra-sportive e vita privata
Dopo il ritiro dall'attività sportiva agonistica, nel 1993, ha completato con successo i suoi studi come insegnante di educazione fisica presso l'Istituto Federale Svizzero dello Sport a Magglingen (EHSM), istituto di insegnamento facente parte dell'Ufficio Federale dello Sport (BASPO). Parallelamente a questa formazione, ha frequentato e superato un corso come allenatore di atletica leggera.
Dopo la laurea è stato assunto al 50% come allenatore presso la Federazione Svizzera di Atletica Leggera (SLV).
Oltre a questa occupazione ha lavorato anche presso l'Ufficio Federale dello Sport (BASPO).
Negli anni ha anche lavorato occasionalmente come commentatore per la televisione svizzera DRS riportando i grandi eventi di atletica leggera. Oltre al getto del peso nella sua vita ha anche praticato bob divenendo membro della nazionale elvetica.
Dopo aver lavorato come insegnante di educazione fisica, attualmente collabora con il suo ex allenatore Jean-Pierre Egger, a Magglingen, come tecnico nella preparazione della pesista neozelandese Valerie Adams. Nel tempo rimanente viene assunto come lavoratore autonomo in progetti di settore, tenendo anche seminari sulla motivazione nello sport. È sposato e vive a Erlach.

## Sponsor
- Honda[25]
- AquaDynamic[25]

## Riconoscimenti
È stato nominato atleta svizzero dell'anno nel: 1986, 1987, 1991.

## Apparizioni televisive
- 2006 - Der Match (Reality show)[26]

### Libri
- (DE) Andreas Singler, Gerhard Treutlein, Doping im Spitzensport, Aachen, Meyer & Meyer Verlag, 2000, ISBN 978-3-89899-192-6.

### Documenti
- (DE) M. Kamber, Schlussbericht zuhanden von "Sport Schweiz" (PDF), Berna, Dopinguntersuchungskommission (DUK), 17 maggio 1993 (archiviato dall'url originale il 4 ottobre 2013).

### Pubblicazioni
- Non solo pesi... (PDF), in Mobile, n. 2/2003, Macolin, UFSPO, febbraio 2003,  pp. 22-25. URL consultato il 10 ottobre 2013.
- (DE) Schweizer Geheimbund, in Der Spiegel, n. 31/1992, Amburgo, SPIEGEL-Verlag, luglio 1992,  pp. 186-187. URL consultato il 1º ottobre 2013.
- (DE) Das Zeug hat mich wild gemacht Doping (III): So wird in der Bundesrepublik von Medizinern, Trainern und Athleten manipuliert, in Der Spiegel, n. 13/1990, Amburgo, SPIEGEL-Verlag, marzo 1990,  pp. 236-248. URL consultato il 1º ottobre 2013.
- (EN) Swiss shot-putter admits taking banned drug, in Swiss Scene, IBO Verlag, 1989,  p. 11. URL consultato il 3 ottobre 2013.
- (RU) Otto Grigalka, Legkaya Atletika, n. 5, Mosca, maggio 1988.
- (RU) Otto Grigalka, Legkaya Atletika, n. 7, Mosca, luglio 1988.